# Stanislaw Michailowitsch Tschistow
Stanislaw Michailowitsch Tschistow (russisch Станислав Михайлович Чистов; * 17. April 1983 in Tscheljabinsk, Russische SFSR) ist ein ehemaliger russischer Eishockeyspieler, der zuletzt beim HK Lada Toljatti in der Wysschaja Hockey-Liga unter Vertrag stand.

## Karriere
Stanislaw Tschistow begann seine Karriere als Eishockeyspieler beim HK Awangard Omsk, für den er von 1999 bis 2002 in der russischen Superliga aktiv war und in der Saison 2000/01 Vizemeister wurde. Zuvor war er beim CHL Import Draft 2000 von den London Knights in der ersten Runde an insgesamt zwölfter Position ausgewählt worden, ohne jedoch nach Nordamerika zu wechseln. Anschließend wurde er im NHL Entry Draft 2001 in der ersten Runde als insgesamt fünfter Spieler von den Mighty Ducks of Anaheim ausgewählt, mit denen er in der Saison 2002/03 im Stanley-Cup-Finale den New Jersey Devils unterlag. Den Lockout während der NHL-Saison 2004/05 überbrückte der Angreifer im Farmteam Anaheims, den Cincinnati Mighty Ducks aus der American Hockey League. Nach Wiederaufnahme des Spielbetriebs kehrte der Rechtsschütze in seine russische Heimat zurück, wo er in der Saison 2005/06 für den HK Metallurg Magnitogorsk spielte, mit dem er den Spengler Cup gewann.
Im Sommer 2006 wurde der Russe zunächst von seinem Ex-Klub aus Anaheim unter Vertrag genommen, der ihn jedoch bereits nach nur einem Spiel an den Ligarivalen Boston Bruins abgab, für die er bis Saisonende in 60 Spielen 13 Scorerpunkte erzielte. Für die Saison 2007/08 kehrte der Flügelspieler erneut nach Russland zurück, wo er mit Salawat Julajew Ufa erstmals Russischer Meister wurde. Nach der Spielzeit unterschrieb er einen Vertrag bei seinem Ex-Klub HK Metallurg Magnitogorsk in der neu gegründeten Kontinentalen Hockey-Liga, der 2010 bis 2011 verlängert wurde.
Im Mai 2011 wurde Tschistow zusammen mit Petri Kontiola vom HK Traktor Tscheljabinsk verpflichtet.
Im Mai 2017 wurde Tschistow vom HK Spartak Moskau unter Vertrag genommen, konnte sich dort jedoch nicht durchsetzen und wurde daher zunächst bei Chimik Woskressensk in der Wysschaja Hockey-Liga eingesetzt. Im Oktober des gleichen Jahres verließ er Spartak daher und wechselte zu Dinamo Riga. Dort absolvierte er im Oktober und November 7 Partien ohne Scorerpunkt und wurde noch im November entlassen. Nachdem er die Spielzeit 2018/19 beim HK Lada Toljatti in der Wysschaja Hockey-Liga unter Vertrag stand, beendete er seine Laufbahn.

### International
Für Russland nahm Tschistow an der U18-Junioren-Weltmeisterschaft 2001 sowie den U20-Junioren-Weltmeisterschaften 2001 und 2002 teil.

## Erfolge und Auszeichnungen
- 2001 Russischer Vizemeister mit dem HK Awangard Omsk
- 2003 Teilnahme am NHL YoungStars Game
- 2005 Spengler-Cup-Gewinn mit dem HK Metallurg Magnitogorsk
- 2005 Spengler Cup All-Star-Team
- 2008 Russischer Meister mit Salawat Julajew Ufa
- 2013 Ironman Award der KHL (Meiste Einsätze in drei Spieljahren)

### International
- 2000 Goldmedaille bei der World U-17 Hockey Challenge
- 2001 Goldmedaille bei der U18-Junioren-Weltmeisterschaft
- 2002 Goldmedaille bei der U20-Junioren-Weltmeisterschaft
- 2002 All-Star-Team der U20-Junioren-Weltmeisterschaft

## Statistik
(Stand: Ende der Saison 2017/18)